# Про козла и барана
Этот мультфильм не следует путать с мультфильмом «Про барана и козла» и с мультфильмом "Козёл да баран" со сходным сюжетом.
«Про козла и барана» — российский мультфильм 2005 года студии «Анимос». Режиссёр Сергей Глаголев создал мультфильм по сказке Юрия Коваля («Сказка деда Игната про козла Козьму Микитича») из повести «Полынные сказки».

## Сюжет
Зимой козла Кузьму Микитича и барана Борисовича выгоняет ленивый хозяин, который не может их прокормить. Они идут в лес, прихватив из дома волчью голову, которую кладут в мешок. В лесу они натыкаются на компанию волков у костра. Козёл и баран делают вид, что у них мешок полон волчьих голов и они собираются варить студень. Волки пугаются и убегают. Встретив медведя, волки возвращаются, а козёл и баран тем временем забираются на дуб. Когда волки собираются под дубом, баран падает на них, а козёл падает на медведя. Волки и медведь окончательно пугаются. Козёл и баран остаются жить в лесу, а волки помогают им по хозяйству.

## Создатели
- Режиссёр — Сергей Глаголев
- Сценарист — Сергей Глаголев
- Художник-постановщик — Галина Эстис
- Оператор — Александр Чеховский
- Звукорежиссёр — Виктор Брус
- Аниматоры — Сергей Глаголев, Фазил Гасанов, Владимир Кадухин, Юлия Аронова, Илья Панкратов
- Композитор — Илья Шевц
- Продюсер — Тенгиз Семёнов
- Роли озвучивали — Алексей Блохин, Сергей Рябцев, Евгений Редько, Александр Пахомов
- Создатели приведены по титрам мультфильма.

## Награды
- Фильм участвовал в конкурсной программе Открытого Российского фестиваля анимационного кино Суздаль-2006.[1]
- Лучший детский фильм на фестивале в городе Брэдфорде 2006г